# 一汽轎車

一汽轎車（いっききょうしゃ、FAW Car Co. Ltd.）は、第一汽車集団の乗用車子会社。1997年6月10日、中国吉林省長春市に設立され、同年6月18日深圳証券取引所に上場した。紅旗、奔騰、欧朗といった自主ブランド車及びマツダ車の製造を行なっている。